# Горілчаний квартал
Горілчаний квартал (англ. Distillery District) — комерційний та житловий район у Торонто, Онтаріо, Канада. Розташований на схід від центру міста, він містить численні кав'ярні, ресторани, крамниці, галереї та театральні заклади, розміщені в історичних будівлях культурної спадщини колишнього спиртзаводу Gooderham and Worts. На 5,3 га налічується понад сорок історичних будівель та десять вулиць. Об'єкт є найбільшою колекцією промислової архітектури вікторіанської епохи в Північній Америці.
Квартал був визначений Національним історичним об'єктом культурної спадщини Канади в 1988 р..

## Історія
Спиртзавод Gooderham and Worts був заснований в 1832 році. В часи найбільшої активності він виробляв 2 млн галонів (7 млн 600 тис. л) віскі, здебільшого для експорту на світовий ринок. У пізніші роки компанію викупила конкуруюча фірма Гайрем-Вокер (англ. Hiram Walker Co.) — інший великий канадський спиртовий завод. Його розташування обіч магістралі Канадської національної залізниці та близькість до гирла річки Дон при впадінні в озеро Онтаріо творили межі, які відокремлювали район від сусідніх громад. Однак це давало зручне транспортне сполучення з рештою Канади та світу і ключове положення, панівне серед промисловості Торонто, та як перевантажувального вузла.

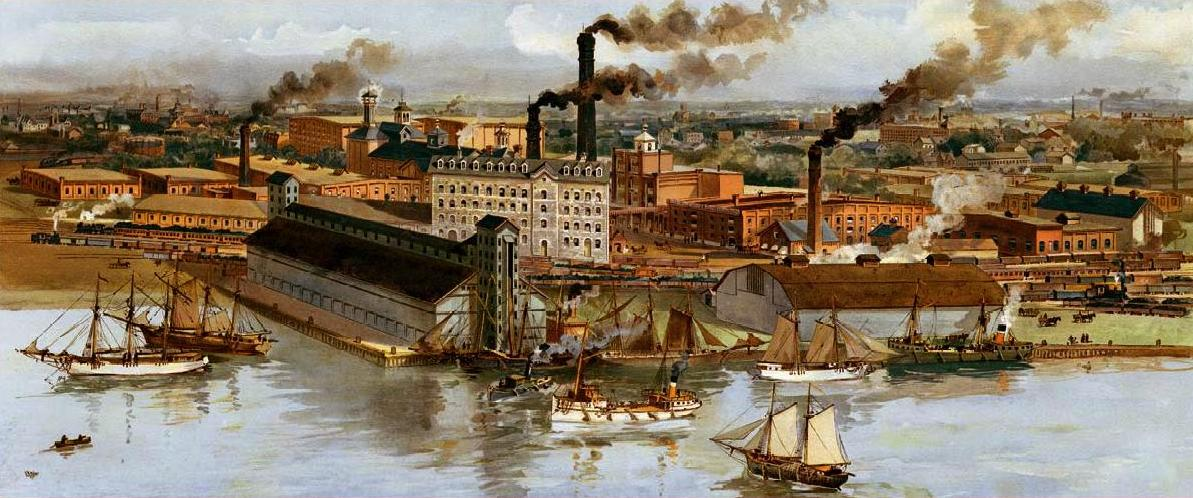
Спиртзавод Gooderham and Worts у Горілчаному кварталі в 1860-х роках.

Внаслідок деіндустріалізації навколишньої території наприкінці 20 століття та припинення виробництва спиртного район ставав дедалі більше занедбаним. Багато навколишніх промислових та комерційні споруд пішло на злам, залишаючи колишній Горілчаний квартал в оточенні переважно порожніх ділянок. Тим не менше, закриття спиртних заводів, що залишились в 1990 році, створило можливості для реконструкції та інвестицій для району, який містив найбільшу та найкраще збережену колекцію промислової архітектури вікторіанської епохи в Північній Америці. Горілчаний квартал був визнаний національним історичним об'єктом і охороняється Законом про спадщину Онтаріо з 1976 року. За версією журналу National Geographic, Горілчаний квартал увійшов до найпопулярніших місць серед мандрівників у Канаді.
Економічна рецесія початку 1990-х років і викликане нею падіння цін на кондо та оренду офісів у центрі Торонто затримали зусилля з оживлення кварталу. Тим не менше, наприкінці 1990-х років на периферії кварталу були побудовані два житлові кондомініуми.
Поки площа чекала на перепланування та реінвестування, специфічна атмосфера району почала приваблювати численні кінознімальні групи. З 1990 року район був місцем для понад 800 кіно- і телевізійних постановок.

### 21 століття

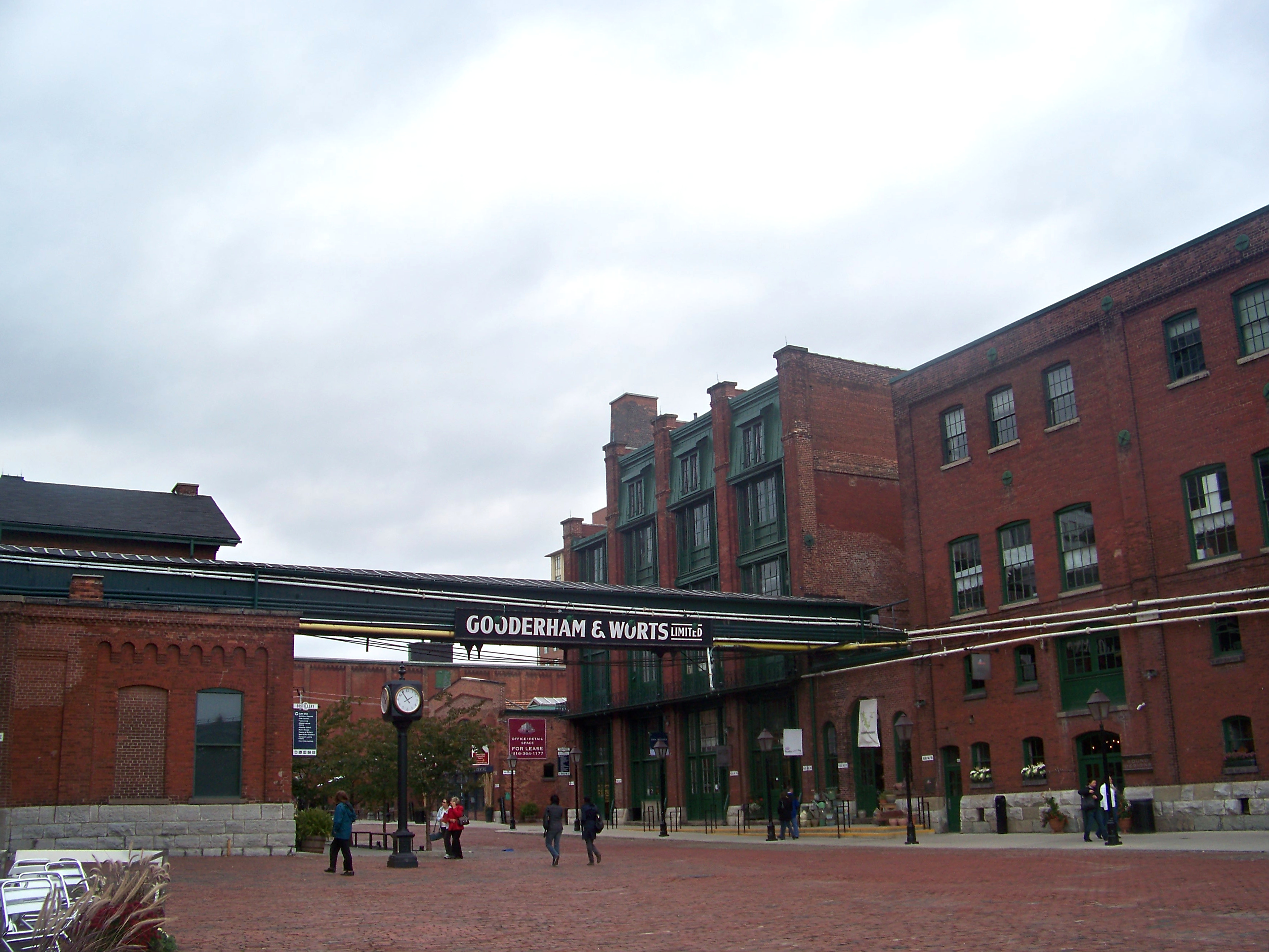
У 2001 році мікрорайон перетворили на пішохідну зону.

У 2001 році ділянку було придбано компанією Cityscape Holdings Inc., яка перетворила район на пішохідну зону. Роботи були завершені, і район знову відкрився для громадськості у 2003 році. Нові власники відмовились здавати будь-яку торгову та ресторанну площу мережам або франшизам, і, відповідно, більшість будівель зайняті бутиками, художніми галереями, ресторанами, ювелірними крамницями та кав'ярнями, включно з відомим малим пивоварним заводом, — пивоварнею Mill Street. Верхні поверхи ряду будівель здані в оренду художникам як приміщення студій та орендарям офісів «творчого напрямку». На цьому майданчику відкрився новий театр - «Молодіжний центр сценічного мистецтва», в якому діє театральна компанія "Soulpepper" і театральна школа Джорджа Брауна. На вільних землях, що оточують район, планується розвивати житлові кондомініуми, офіси та більше роздрібної торгівлі.
Нові будинки кондомініуму будуть розташовані в південно-східному куті району, межуючи з Cherry Street та Tank House Lane.
На прилеглих землях були розміщені тимчасові структури Панамериканських ігор у 2015 та Ігор Нескорених у 2017. Також до кварталу була подовжена лінія трамваю, прокладена вулицею Черрі. Після Ігор містечко спортсменів перетворили на таунгаузи, квартири, доступне житло та торгові площі.

### Різдвяний ярмарок Торонто
Різдвяний ярмарок Торонто — щорічна традиційна подія на простонеба, що проводиться в районі Горілчаного кварталу з 2010 року . Ринок містить «будиночок Святого Миколая», книгарню Indigo, фотографування домашніх тварин з Сантою, колесо огляду та тематичні розваги щодня. Є торговці продуктами харчування та місця харчування, популярні серед туристів та мешканців міста.
У 2020 році подію було скасовано через пандемію COVID-19 у Торонто..

## Інші події
На території Горілчаного кварталу неодноразово проходили виставки та культурні заходи за участі української громади Торонто.

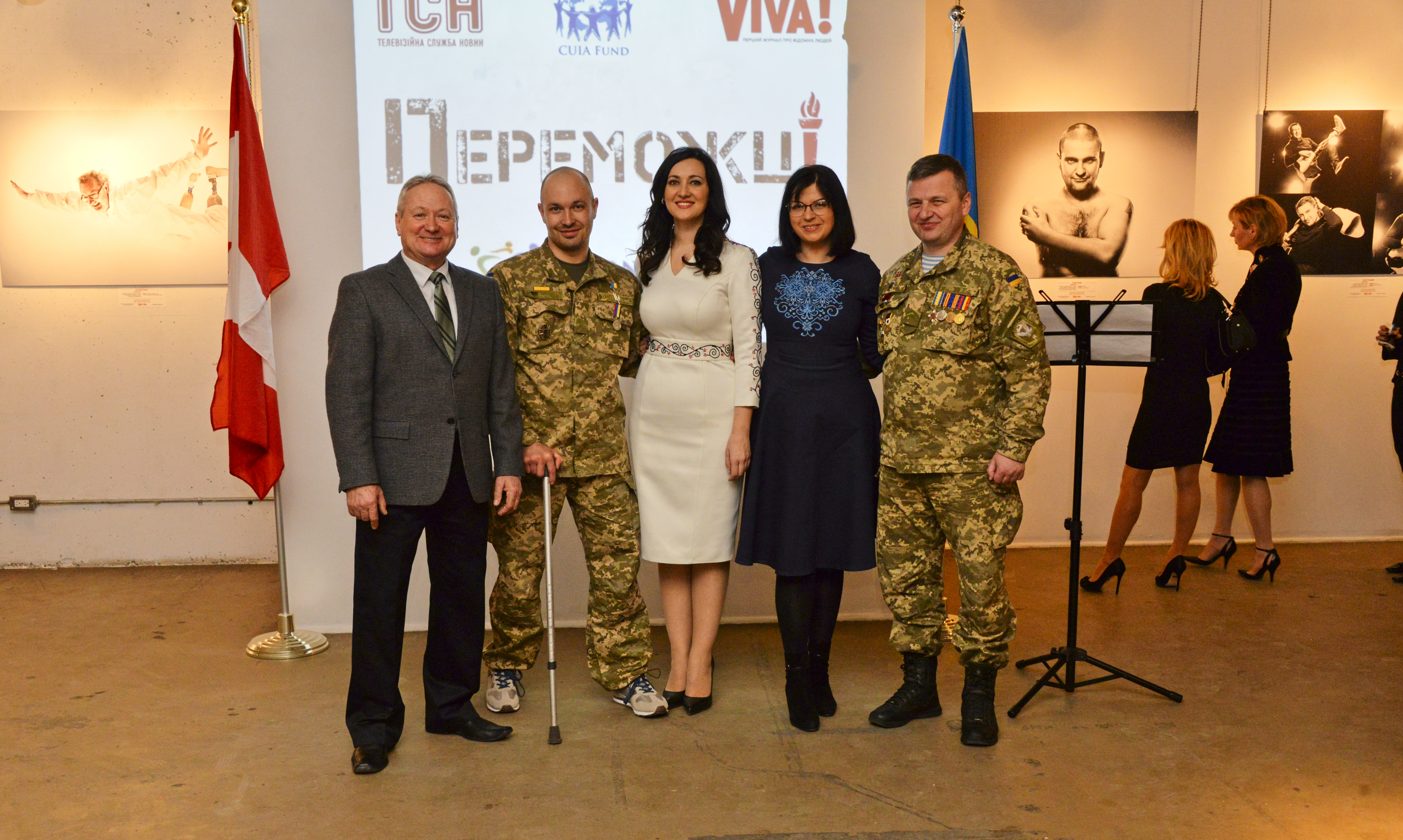
Виставка за участю українських ветеранів Російсько-української війни
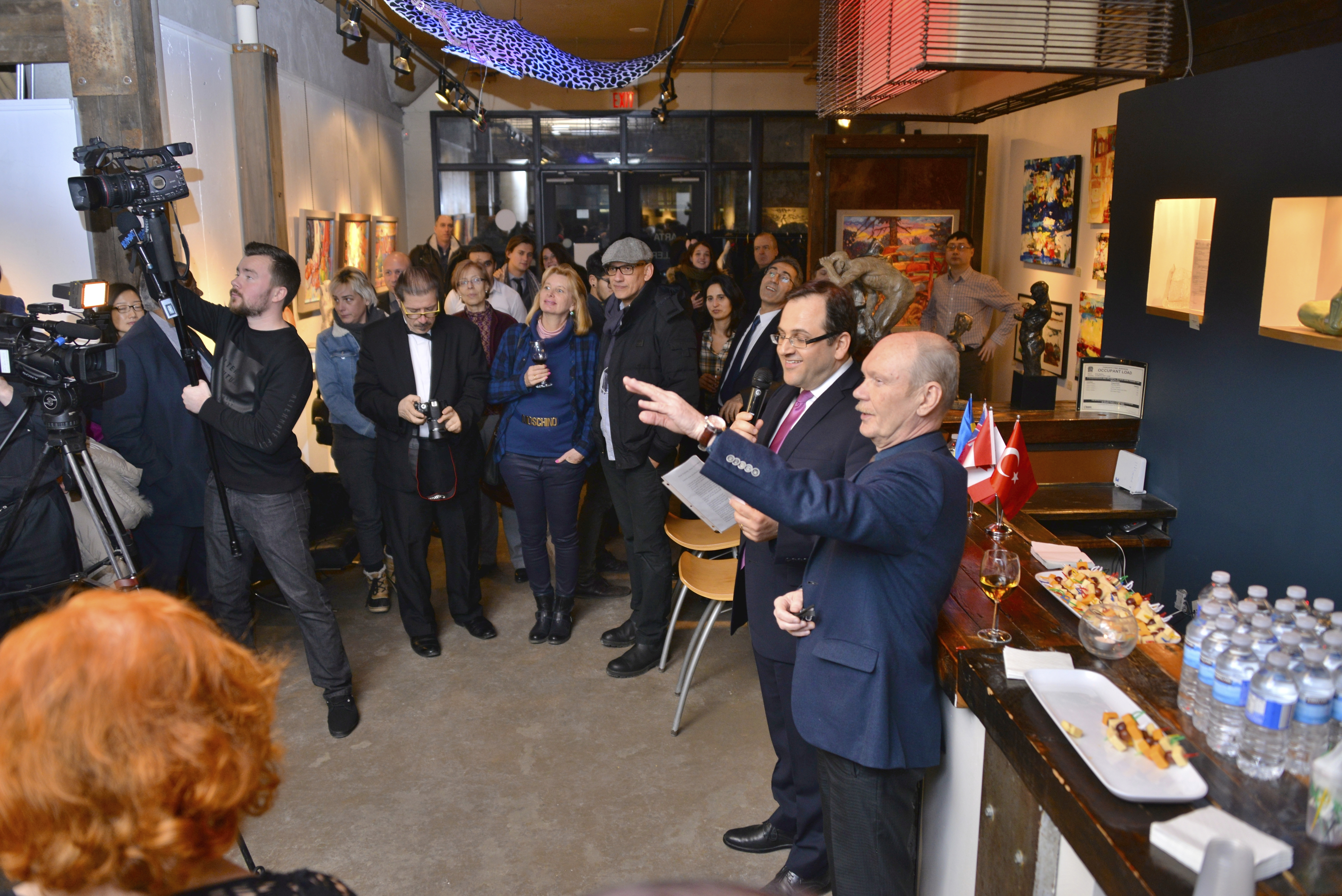
Спільна турецько-українська художня виставка в галереї «Арта»

## Міський дизайн

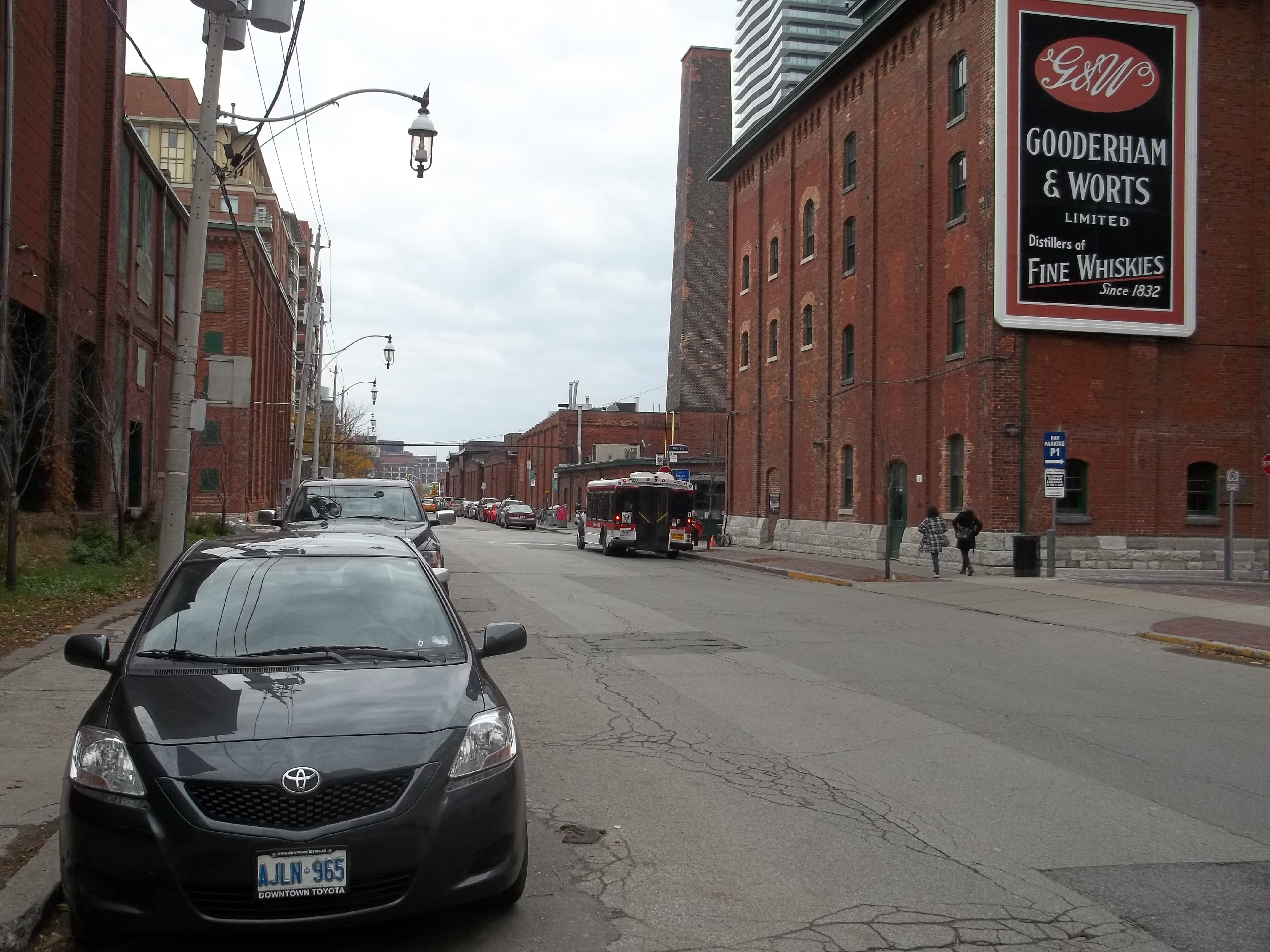
Рух автотранспортних засобів обмежений у зовнішніх районах Горілчаного кварталу, причому більша частина району визначена як пішохідна зона.

Традиційно мощені цеглою вулиці та смуги Горілчаного кварталу призначені для руху пішоходів та велосипедистів, а загальний рух автотранспорту обмежений на вулицях та паркувальних майданчиках за межами історичного центру району. Кілька великих скульптур, встановлених уздовж внутрішніх провулків, оживляють його промисловий краєвид, три знаходяться на Distillery Lane, і одна - на паркінґу в кінці вулиці Trinity Street. Ще однією примітною ознакою кварталу є цегляний комин зверху корпусу котельні. На пішохідних вулицях є неформальні громадські простори зі стільцями та столами загального користування, а також офісні внутрішні дворики для деяких його кав’ярень, ресторанів, магазинів та галерей.
Вулиця Trinity  - найширша вулиця в кварталі і часто функціонує як громадська площа для таких заходів, як базарні дні . Основними магістралями в районі є Distillery Lane від вулиці <i>Parlament</i>, що проходить на південний схід до вулиці Trinity, вулиці. Сама Trinity пролягає від вулиці Mill  на північному кінці до зони стоянки для автотранспорту на південному краю кварталу, та провулок Tank House від вулиці Trinity на схід до вулиці <i>Cherry</i>. Чотири межі Горілчаного кварталу - це Парламентська вулиця на заході, Мілл-стріт на півночі, Вишнева вулиця на сході та зона стоянки на півдні, а кондомініуми вздовж Дистилері-Лейн утворюють краї пішохідної зони.

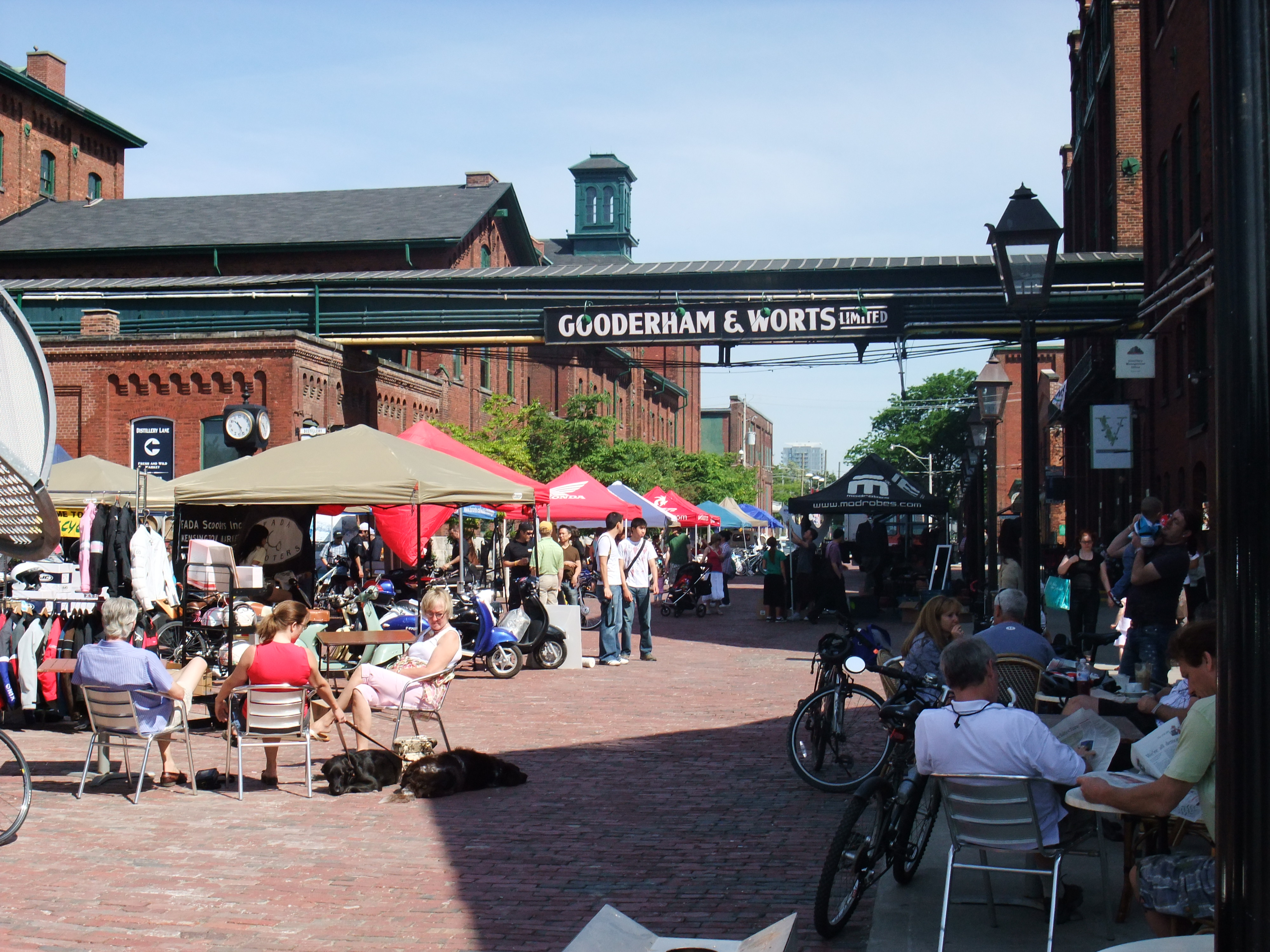
Вулиця Trinity- найширша вулиця спиртзаводу і служить громадською площею для відвідувачів.

До Горілчаного кварталу можна дістатися автобусним маршрутом 121-ї Форт-Йорк-Еспланейд Комісії транзиту Торонто, а з червня 2016 року трамвайна лінія 514 Cherry має східну кінцеву точку на петлі  Горілчаного кварталу на схід від історичного району, забезпечуючи рух вздовж Кінґ-стріт через центр міста на захід, аж до Дафферін-Ґейт-Луп у Ліберті-Вілледж .

### Урядова політика
Офіційний план Торонто визначає Горілчаний квартал як  ділянку змішаного призначення, що включає комбінацію видів діяльності, таких як комерційний, житловий, розважальні заклади та художні галереї. Додаткову деталізацію щодо видів використання району дає спеціальни план розвитку вулиць Кінґ і Парламент, який визначає місця комерційного, житлового та іншого використання земель.

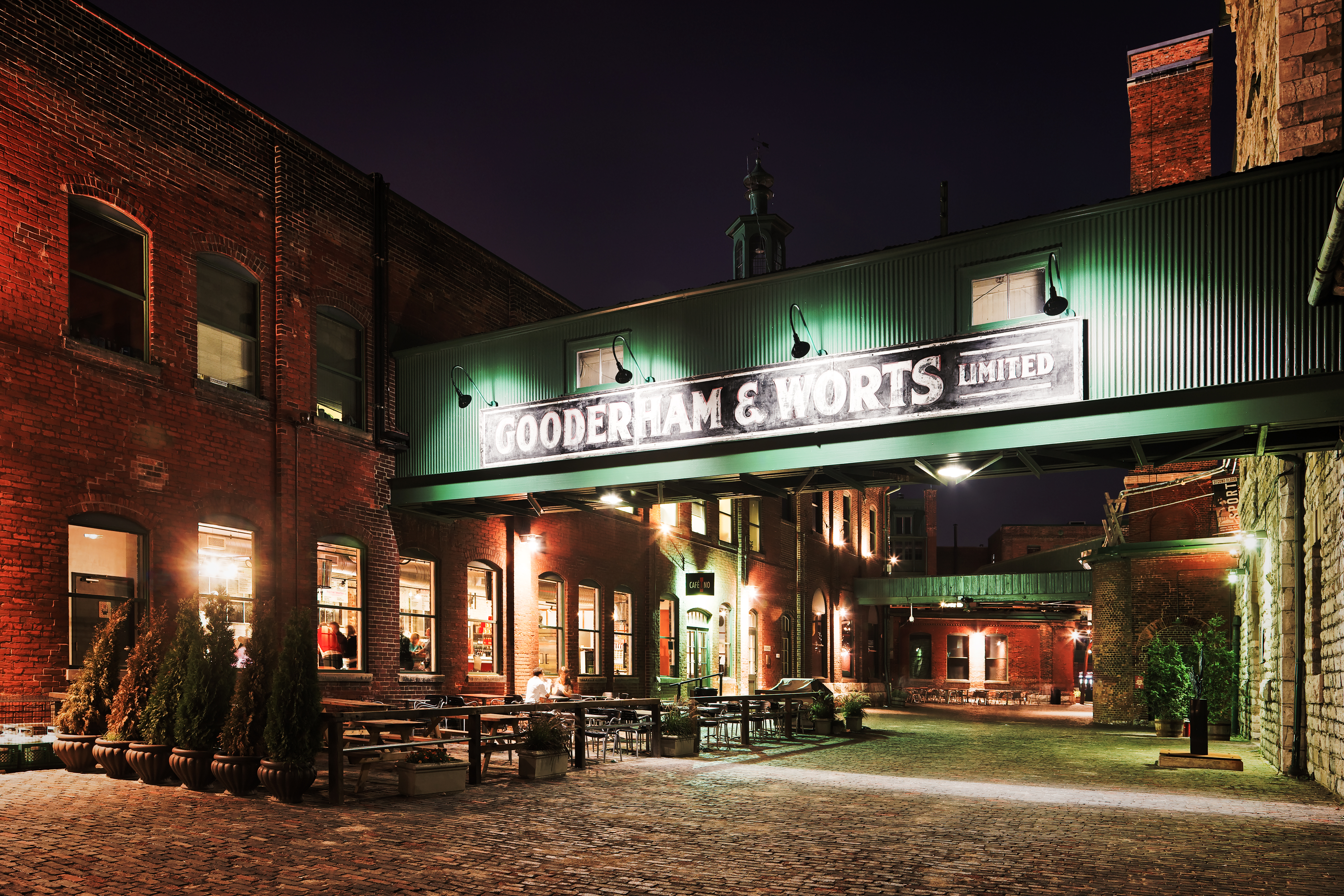
Горілчаний квартал - це історичний район, який використовує землю для житлових, комерційних та розважальних цілей.

Крім того, план також окреслює керівні принципи проектування та робить акцент на вдосконаленні існуючих історичних будівель. План поділяє територію площею 13 акрів на три різні позначення змішаного призначення. Сюди включені велодоріжки та приватна проїжджа частина для автотранспорту мешканців та обслуговування кварталу, а також стоянка на південному краю кварталу. Решта існуючих структур в межах району відповідають окресленим землекористуванням у рамках цього плану.
Крім того, Закон про спадщину Онтаріо 1990 року є керівним документом для історичних будівель, які були перепрофільовані на цьому місці. Будь-які поправки до цього закону повинні бути запропоновані на затвердження Комісії з питань охорони міського середовища. Зокрема, Вторинний план підсилює ці обмеження, заявляючи, що будь-які прибудови до існуючих будівель в зонах змішаного використання 2 та 3 "можуть бути дозволені лише в тому випадку, якщо було продемонстровано, що вони поважають тривимірну цілісність будівлі спадщини та якість і характер як історичної будівлі, що додається, так і її взаємозв'язок із сусідніми історичними будівлями в районі ". Вторинний план важливий для того, щоб визначити, як відбувається розвиток у межах району. Він визначає порядок дій щодо того, як має виглядати майбутній образ Горілчаного кварталу і гарантує, що розвиток у невеликому масштабі (такому, якою є 13-акрова площа колишнього спиртзаводу) відповідає планам, викладеним у Генеральному плані міста і дотримується Закону про планування провінції (1990 р.), який встановлює основні правила планування землекористування. 
Різні будівлі на цьому місці охороняються згідно з частиною IV Закону про спадщину Онтаріо з 1976 року. Ділянка за адресою 70 Мілл-стріт є під захистом сервітуту спадщини з 3 квітня 1996 року 

## Будинки

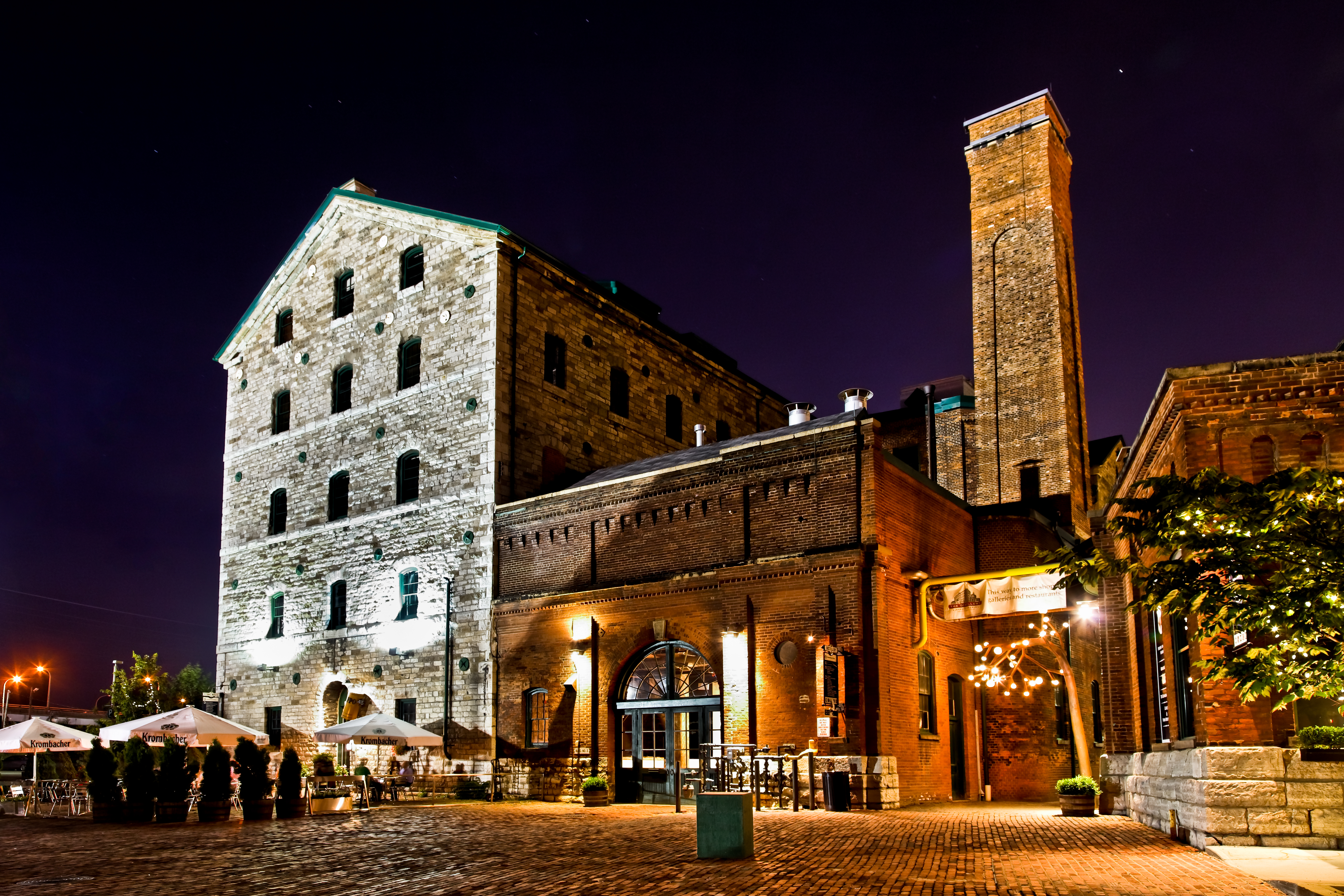
Кам'яний корпус спиртзаводу (ліворуч) біля котельні (праворуч по центру).

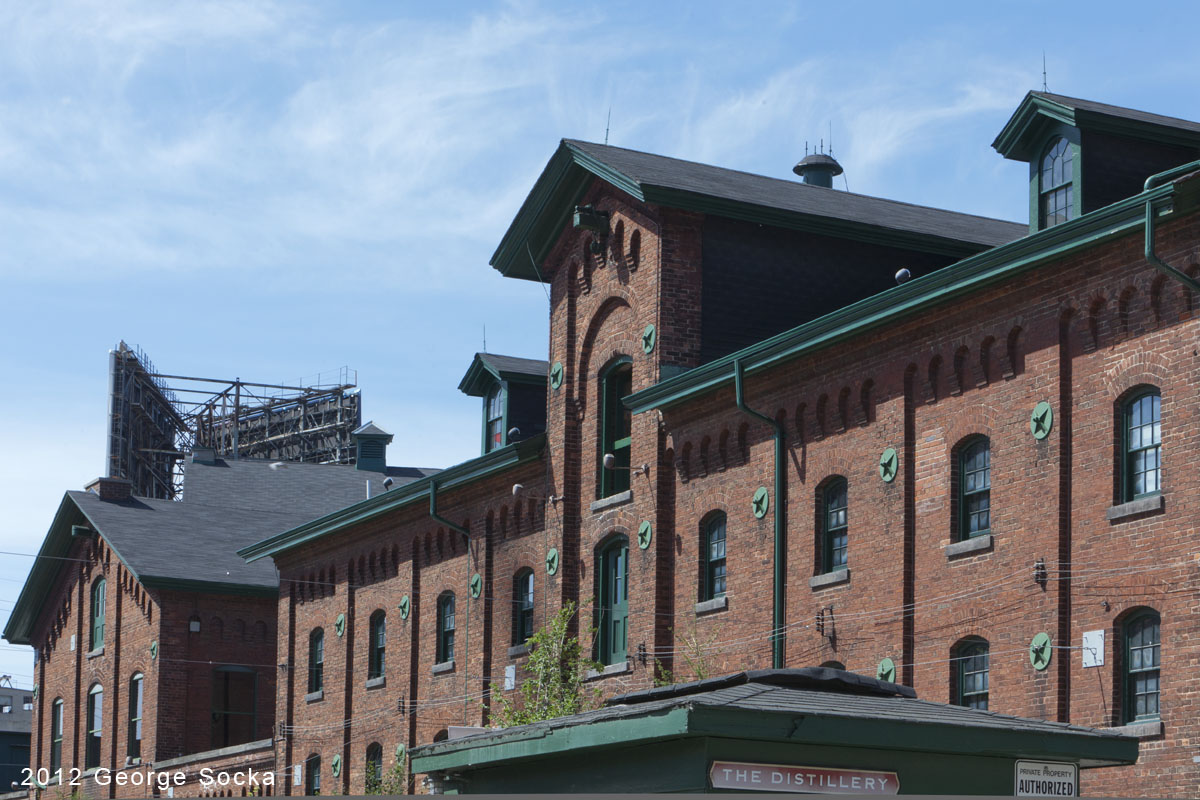
Солодовий дім, на задньому плані видно бондарський корпус.

Колишній лікеро-горілчаний завод складався з ряду будівель, зосереджених навколо семиповерхового вітряка та пристані. Незважаючи на те, що вітряк і пристань давно зруйновані, низка промислових будівель від спиртзаводу залишається. У самих будівлях, перепрофільованих під потреби нових бізнесів, зберігається багато «сирих» структур промислового призначення, а різні промислові елементи та машинерія служать стилевим елементом нових інтер'єрів. 
До цих історичних будівель належать: 
- Stone Distillery, 1859
- Boiler House, c. 1859–1860
- Boiler House/Drying Annex, c. 1859–1860
- Yeast Store, c. 1859–1860
- Malt House, c. 1863
- Paint House, c. 1863–1864
- Cooperage Building, c. 1863–1864
- Office, c. 1863–1864
- Rectifying Building, c. 1863–1864
- Carpenter's Shop, c. 1863–1864
- Cooper's Yard, c. 1863–1864
- Kilns Building, c. 1863–1864
- Fermenting cellar, 1869
- Cannery buildings, 1873
- Pure Spirits buildings, 1873
- Pure Spirits tank houses, 1873
- Maintenance Shop, c. 1877–1880
- Paint Shop, c. 1877–1880
- Stables buildings, 1877–1880
- Denaturing Room, c. 1884
- Molasses Tank, c. 1884–1889
- Tank House 4, c. 1884–1889
- East Boiler House, 1886
- Office and Cooperage, 1886
- Lunch Room, c. 1887
- Tank House 9, 1889
- Tank House 10, 1889
- Long Room, c. 1884–1891
- Rack House D, c. 1884–1891
- Rack House G, c. 1884–1891
- Rack House H, c. 1884–1891
- Rack House I, c. 1884–1891
- Rack House J, c. 1884–1891
- Pump House, 1896
- Case Goods House, 1927
- Rack House M, 1927

## Демографія
Перепис 2006 року показав, що населення Горілчаного кварталу переважно складається з молодих людей дорослого та середнього віку від двадцяти до п'ятдесяти дев'яти років. Більшість домогосподарств складаються з однієї-двох осіб, і в районі бракує одноосібного житла. Іммігрантське населення району в основному складається з осіб європейського походження, причому переважна більшість населення не є видимими меншинами. Дані про зайнятість району показують, що майже п’ята частина жителів працює у соціальних науках / освіті / державній службі / релігії. Ті, хто має роботу у сферах продажу та обслуговування, бізнесу та мистецтва / культури / відпочинку та спорту, складають загалом 48% категорій занять з рівним розподілом 16% на кожну категорію робочих місць.

## Зовнішні посилання
- Вебсайт Горілчаного кварталу [Архівовано 25 січня 2021 у Wayback Machine.]
- Вебсайт Distillery Heritage [Архівовано 25 лютого 2021 у Wayback Machine.]